# Carrer de l'Hospital (Reus)
El carrer de l'Hospital és un carrer de Reus que va des del carrer que surt de les Pescateries Velles fins a la plaça de la Sang, però fins al 1914 començava al carrer de la Presó, i el tram fins a les Pescateries s'anomenava carrer de la Merceria. Durant molts anys s'havia anomenat carrer de Sol i Ortega, en homenatge al polític Joan Sol i Ortega. Al lloc on arriba a la plaça de la Sang hi havia el portal de l'Hospital, d'on sortien els camins cap a Valls i La Selva del Camp, portal que va desaparèixer l'any 1834.
Gras i Elias diu que va ser el primer carrer que l'ajuntament va manar que s'empedrés amb llambordes, l'any 1610, i que altres carrers propers ho van fer també, pagant-se ells els costos.
Porta aquest nom perquè hi havia l'antic hospital de Reus, del que es coneixen les primeres referències de l'any 1244. «En el camí de la Selva del Camp, i prop del Torrent de la Vila (la Riera), va bastir-se fora vila aquest edifici...» Bofarull parla d'un lloc conegut com a «casa de malalts».
Al carrer s'hi troben algunes cases interessants, com la casa nadiua de Sol i Ortega al número 12, o l'edifici eclèctic del número 11, i també l'edifici barroc popular del número 33. És suggerent la Confiteria Padreny, un comerç obert l'any 1815. Per aquest carrer, el dia de Divendres Sant, hi retorna, des de la Prioral de Sant Pere la imatge de Crist, fins a l'església de la Sang, on té lloc a les tres en punt, la cerimònia de les Tres Gràcies.